# Juan Carlos Ablanedo
Juan Carlos Ablanedo Iglesias, dit El Gatu (« le chat ») (né le 2 septembre 1963 à Mieres dans les Asturies), est un joueur de football espagnol, qui évoluait au poste de gardien de but.

## Biographie
Durant sa carrière, Ablanedo a seulement joué pour le club du Sporting de Gijón. Pur produit du centre de formation du club, le Mareo, il fait ses débuts avec l'équipe première le 2 janvier 1983, en entrant en seconde période lors d'une victoire à domicile 1–0 contre l'Espanyol Barcelone.
Ablanedo prend sa retraite lors de la Segunda División 1998-99. Il subit également de sérieuses blessures durant sa carrière, jouant seulement deux matchs lors de sa dernière saison. Il remporte trois fois le Trophée Zamora (en 1984–85, 1985–86 et 1989–90).

### Carrière internationale
Ablanedo joue quatre matchs avec l'équipe d'Espagne de football, dont le premier le 24 septembre 1986, lors d'une victoire amicale 3–1 contre la Grèce, à Gijón. Il fait partie de l'effectif qui participe à la coupe du monde 1986 au Mexique et la 1990 en Italie.
Il fait également partie de l'équipe espoirs espagnole qui remporte l'Euro 1986 espoirs.

### Personnel
Le frère aîné d'Ablanedo, José Luis (né le 22 août 1962), est également un ancien footballeur, défenseur, ayant joué pour le Sporting Gijón (1983–91 et 1992–94, avec 175 matchs pour 7 buts) et l'Espanyol. Il était appelé Ablanedo I.